# Estadi Kaftanzoglio
Propietat de l'Iraklis FC, l'Estadi de futbol Kaftanzoglio, situat a Tessalònica (Grècia), va ser inaugurat el 27 d'octubre de 1960 i es va reformar el 2004. L'estadi té una capacitat de 28.000 espectadors.